# Pseudaulacaspis coloisuvae
Pseudaulacaspis coloisuvae är en insektsart som beskrevs av Williams och Watson 1988. Pseudaulacaspis coloisuvae ingår i släktet Pseudaulacaspis och familjen pansarsköldlöss.
Artens utbredningsområde är Fiji. Inga underarter finns listade i Catalogue of Life.